# Big Mac
De Big Mac is een hamburger van de fastfoodketen McDonald's, die in 1967 bedacht is door de Amerikaan Jim Delligatti. De hamburger bestaat uit twee schijven rundergehakt met ijssla, kaas, augurk, ui en Big Macsaus tussen een driedelig sesambroodje.
Het broodje werd een wereldwijd succes en is sindsdien het vlaggenschip van de onderneming geworden. 
Het Britse tijdschrift The Economist publiceert jaarlijks de zogenoemde Big Mac-index. De prijs van een Big Mac wordt hierin gebruikt als referentiepunt om de kosten voor het levensonderhoud in de wereld met elkaar te vergelijken.